# Power and Interdependence
Power and Interdependence: World Politics in Transition est l'ouvrage fondateur de l'approche institutionnaliste néolibérale par les politologues américains Robert O. Keohane et Joseph Nye, paru en première édition en 1977. Il a depuis fait l'objet de deux nouvelles éditions, la dernière étant parue en 2001.

## Thèse de l'ouvrage
Selon les auteurs, les États seraient liés entre eux par des dépendances, entre autres économiques, ce qui limiterait leur marge de manœuvre dans le développement de leurs politiques internationales. 
Les États peuvent être sensibles ou vulnérables aux changements dans leurs relations avec un ou plusieurs autres États. Dans le premier cas, un État aurait à modifier ses politiques aux moindres changements, sans que cela n'ait nécessairement un impact sur ses ressources. Dans le deuxième cas, l'État n'est pas nécessairement sensible aux changements; toutefois, si cet État doit modifier une politique à la suite d'un changement, cela impliquera un impact important sur ses ressources.
L'État qui est le moins sensible et le moins vulnérable dans une relation d'interdépendance, a un pouvoir sur l'autre État.